# الرد (حجة)
الرد هي إحدى قرى الجمهورية اليمنية. وهي تتبع جغرافيًا لمحافظة حجة. وإداريًا لمديرية حرض. يبلغ تعداد سكانها 1037 نسمة حسب الإحصاء الذي جرى عام 2004.